# Fragas do Eume

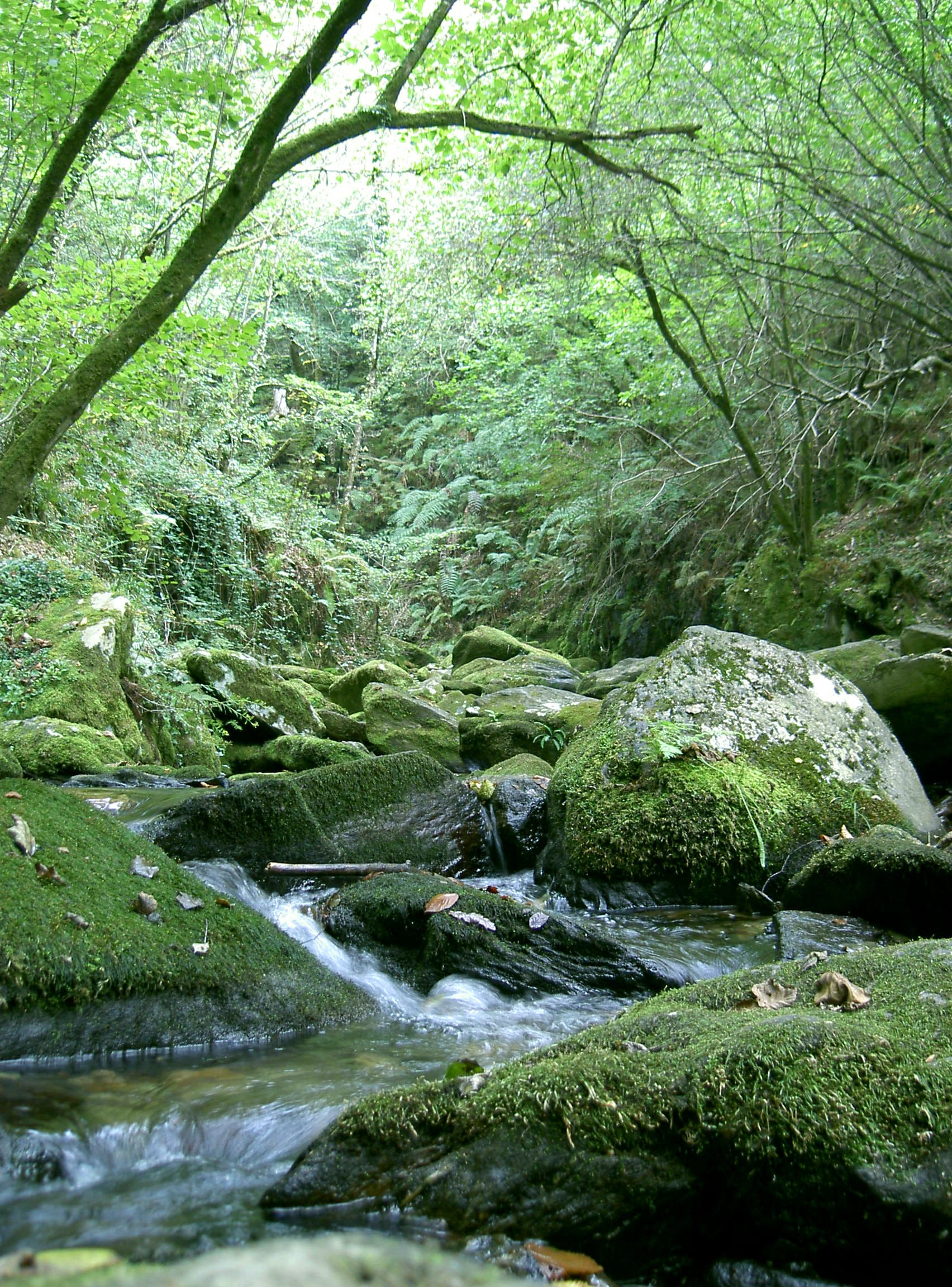
Río Eume

Die Fragas do Eume (galicisch) bzw. Fragas del Eume (spanisch) sind ein Naturschutzgebiet in Galicien. Ihr Wald ist ein typisches Beispiel für den wärmeliebenden atlantischen Wald von Europa.

## Geografie

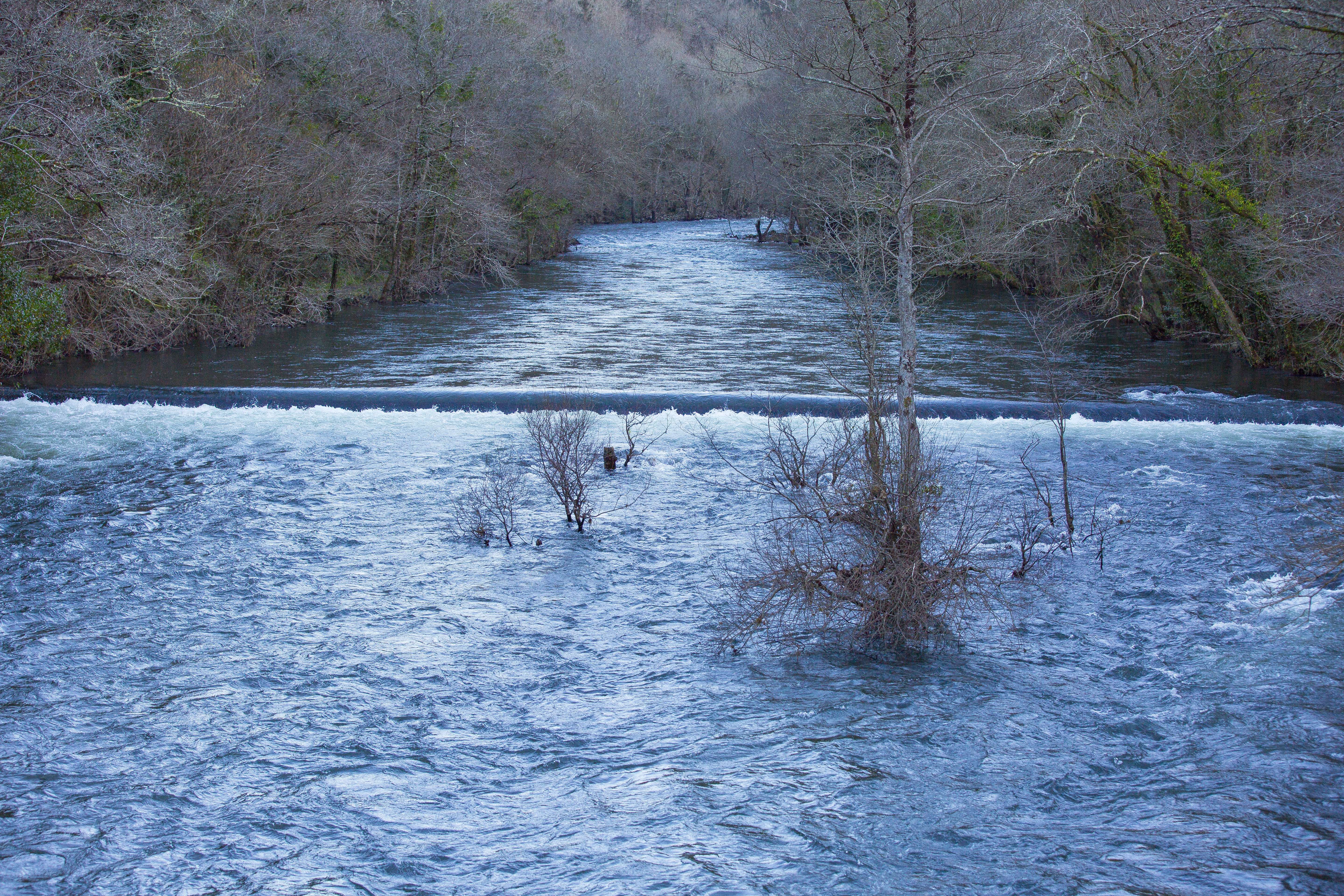
Río Eume

Das Naturschutzgebiet umfasst eine Fläche von 91,25 km² entlang des Flüsschens Río Eume, östlich der Stadt Pontedeume in der galicischen Provinz A Coruña. Es setzt sich aus Teilflächen der Gemeinden Cabanas, Capela, Monfero, Pontedeume und As Pontes de García Rodríguez zusammen.
Insgesamt haben rund 500 Menschen ihren Wohnsitz in dem Gebiet.

## Geschichte
Im Mai 1996 erließ die galicische Provinzialregierung ein Dekret, die natürlichen Rückzugsgebiete im Gebiet des Río Eume neu zu ordnen. Am 30. Juli 1997 wurden die Fragas do Eume offiziell gegründet. Ein weiteres Dekret im August 1997 bestimmte die Fragas im engeren Sinne. Sie bestehen aus 32,5 km² Naturpark; der Rest sind geschützte Wald-, Busch- und Weideflächen sowie Zonen, in denen Fischfang erlaubt ist.
Am 31. März 2012 brach ein Waldbrand im Gebiet der Gemeinde A Capela aus. Untersuchungen zufolge war er absichtlich gelegt worden. Er breitete sich im oberen Tal des Eume aus, begünstigt durch starken Wind und durch die leichte Brennbarkeit der zahlreichen Eukalypten und Kiefern. Insgesamt brannten 750 Hektar nieder, davon 350 in den Fragas, davon wiederum 100 Hektar in besonders schützenswertem Gebiet. Am 3. April konnte man den Brand schließlich löschen.

## Flora
Die Fragas do Eume bieten herausragende Beispiele typischer galicischer Vegetation. Sie beherbergen eine reiche Biodiversität. Andernorts wurde diese zerstört, denn fruchtbare Böden wie in den Fragas werden normalerweise für die Landwirtschaft genutzt.
In den Wäldern sieht man viele Stieleichen. Auch Edelkastanien trifft man allerorts an. Die schneller wachsenden Birken beherrschen vor allem den Auwald und Randzonen, in denen sie sich zulasten der Kastanien vermehrt haben. Mit Programmen zur Erhaltung der Kastanien versucht man, die Birken wieder zurückzudrängen.
Farn ist der vorherrschende Bodendecker im Wald. Die Fragas bieten rund 20 Farnarten Heimat. Die häufigsten sind Rippenfarn und Spreuschuppiger Wurmfarn.

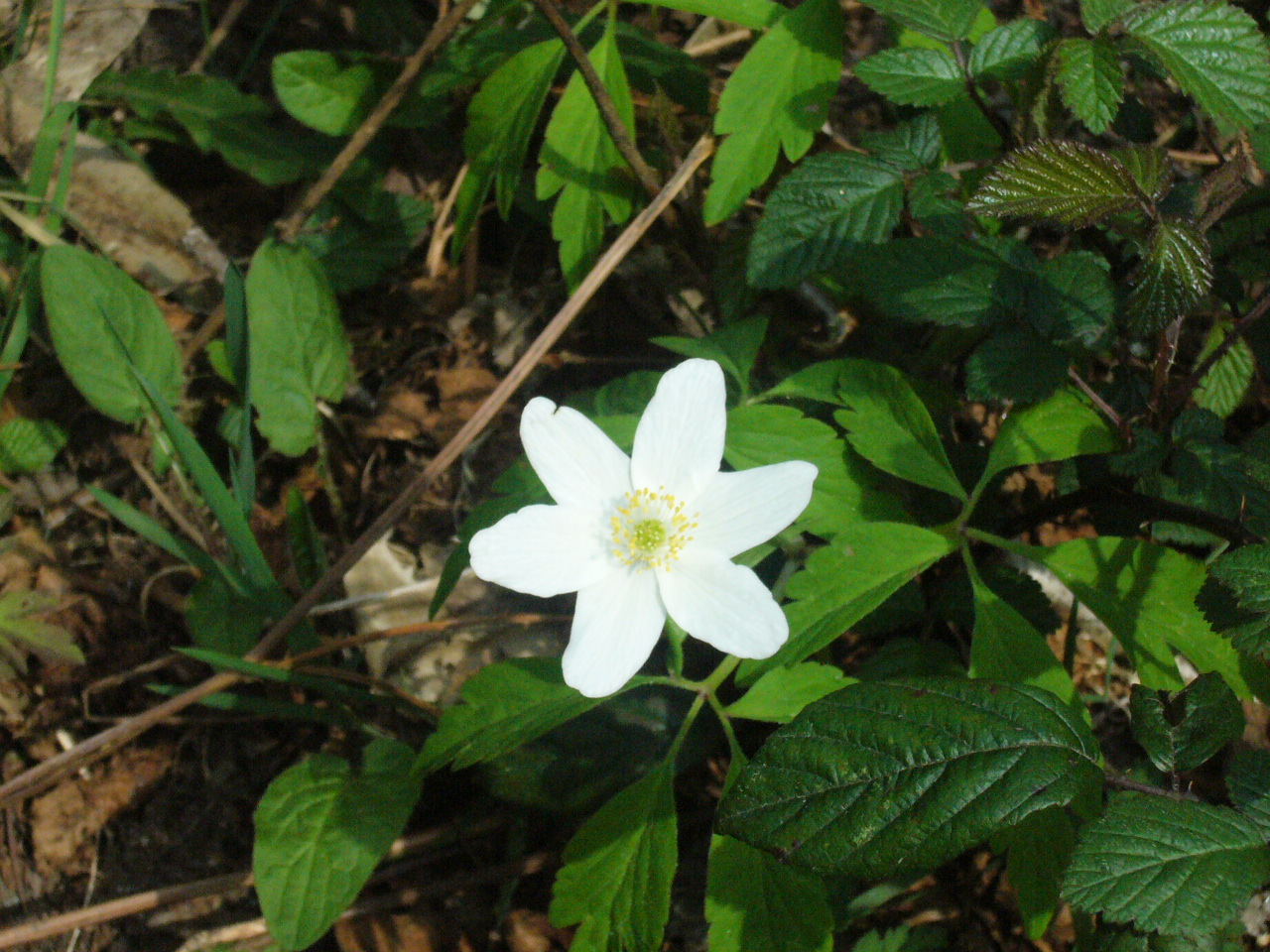
Anemone nemorosa
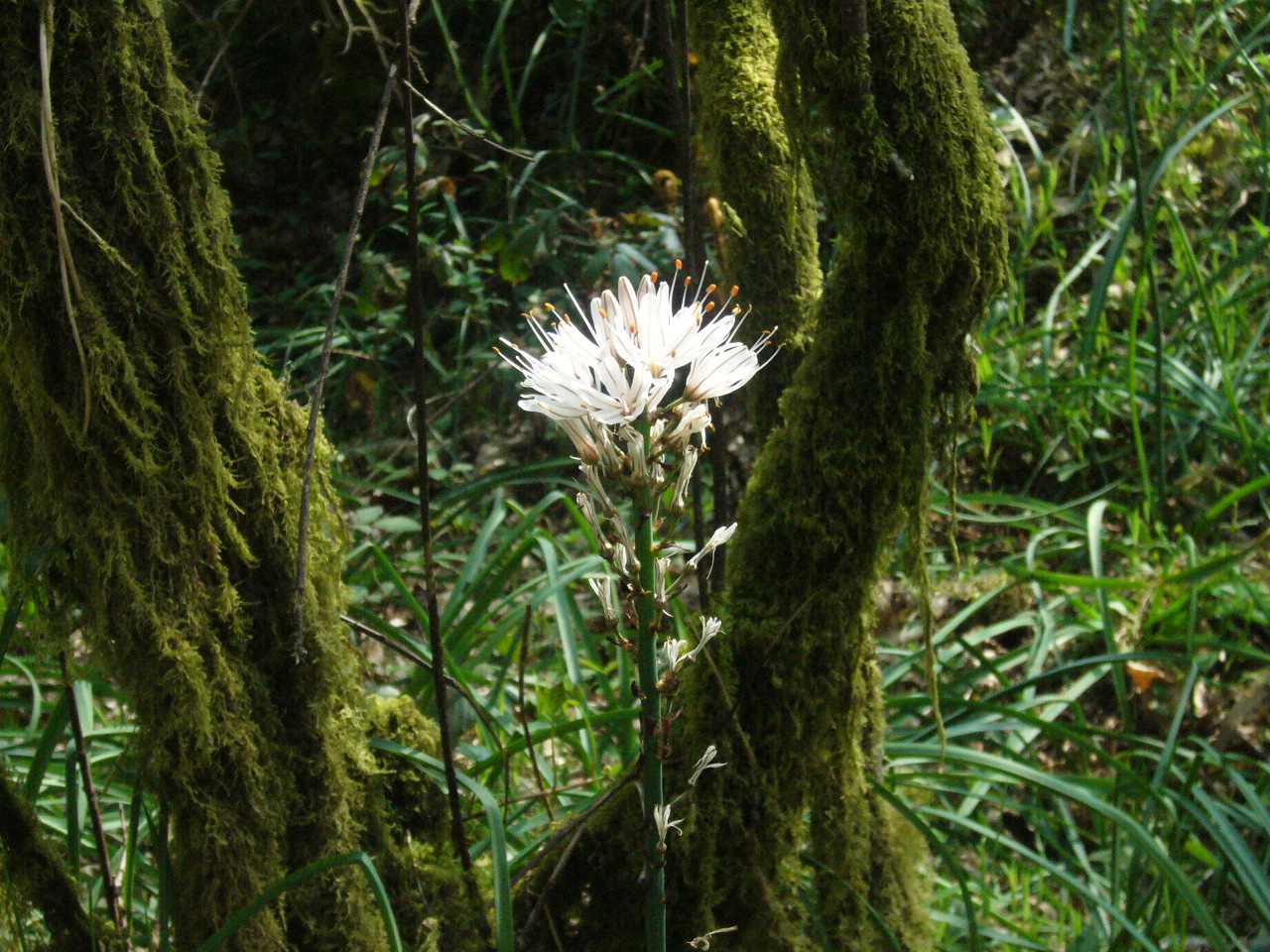
Asphodelus albus
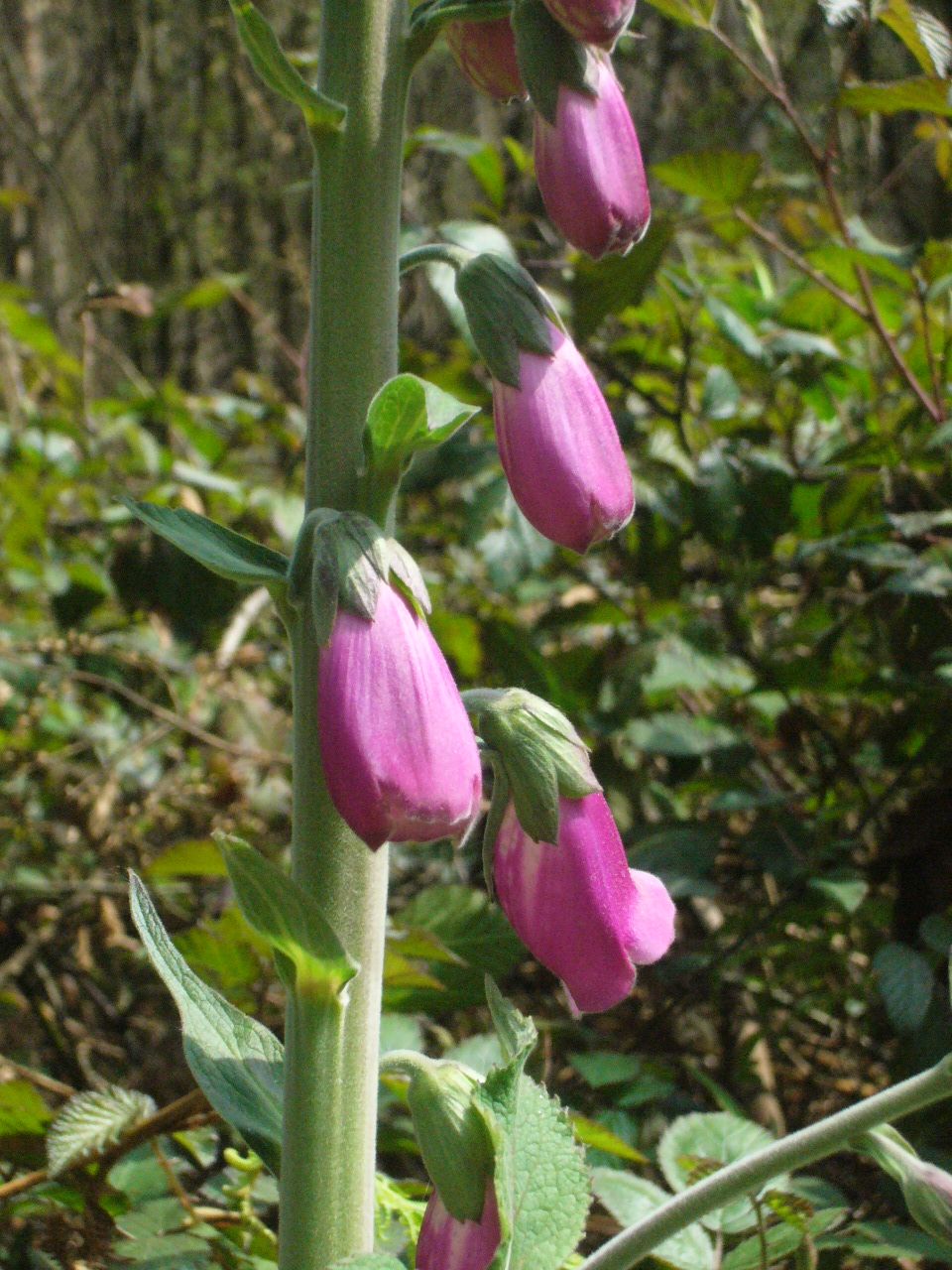
Digitalis purpurea
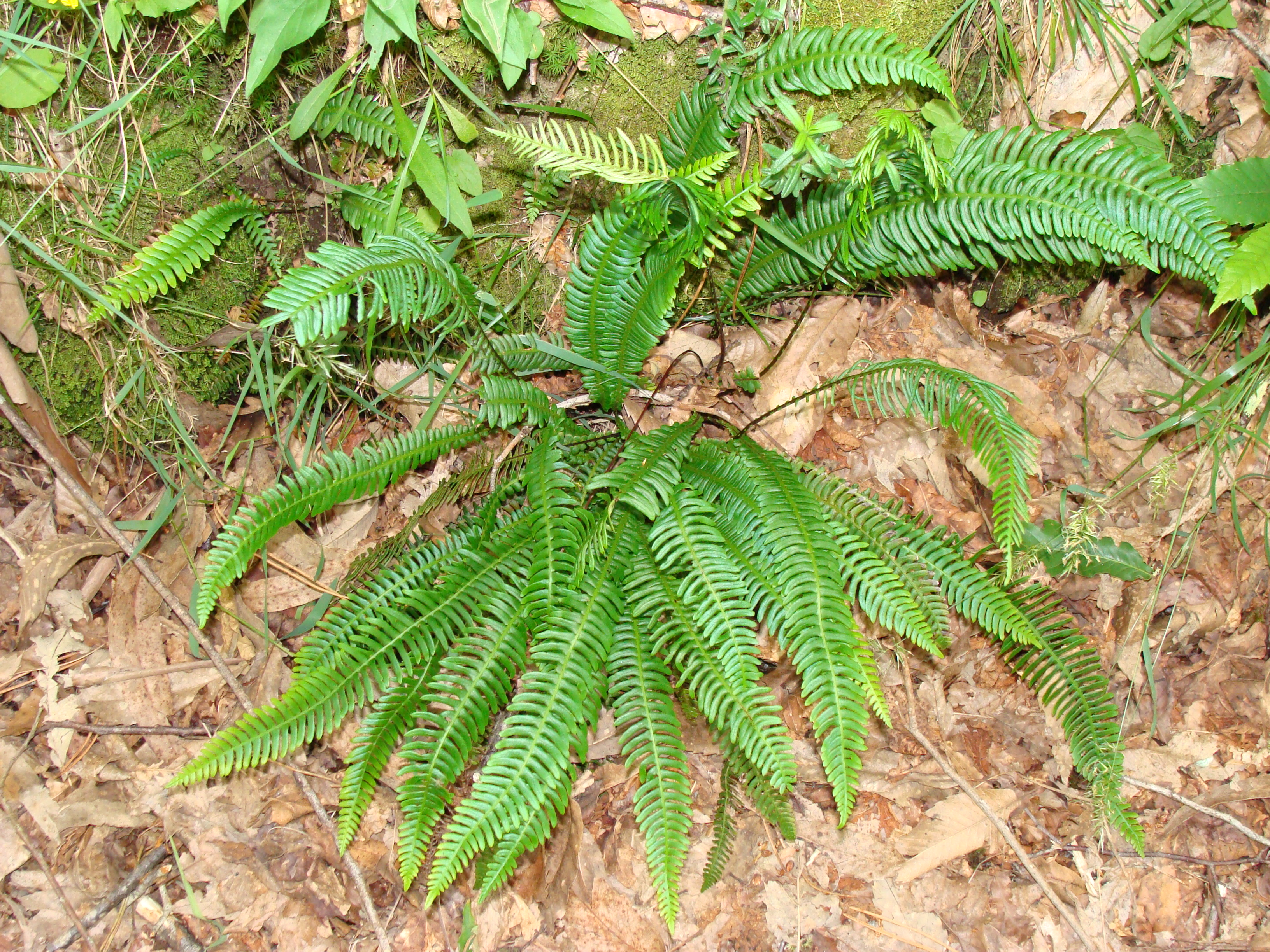
Blechnum spicant
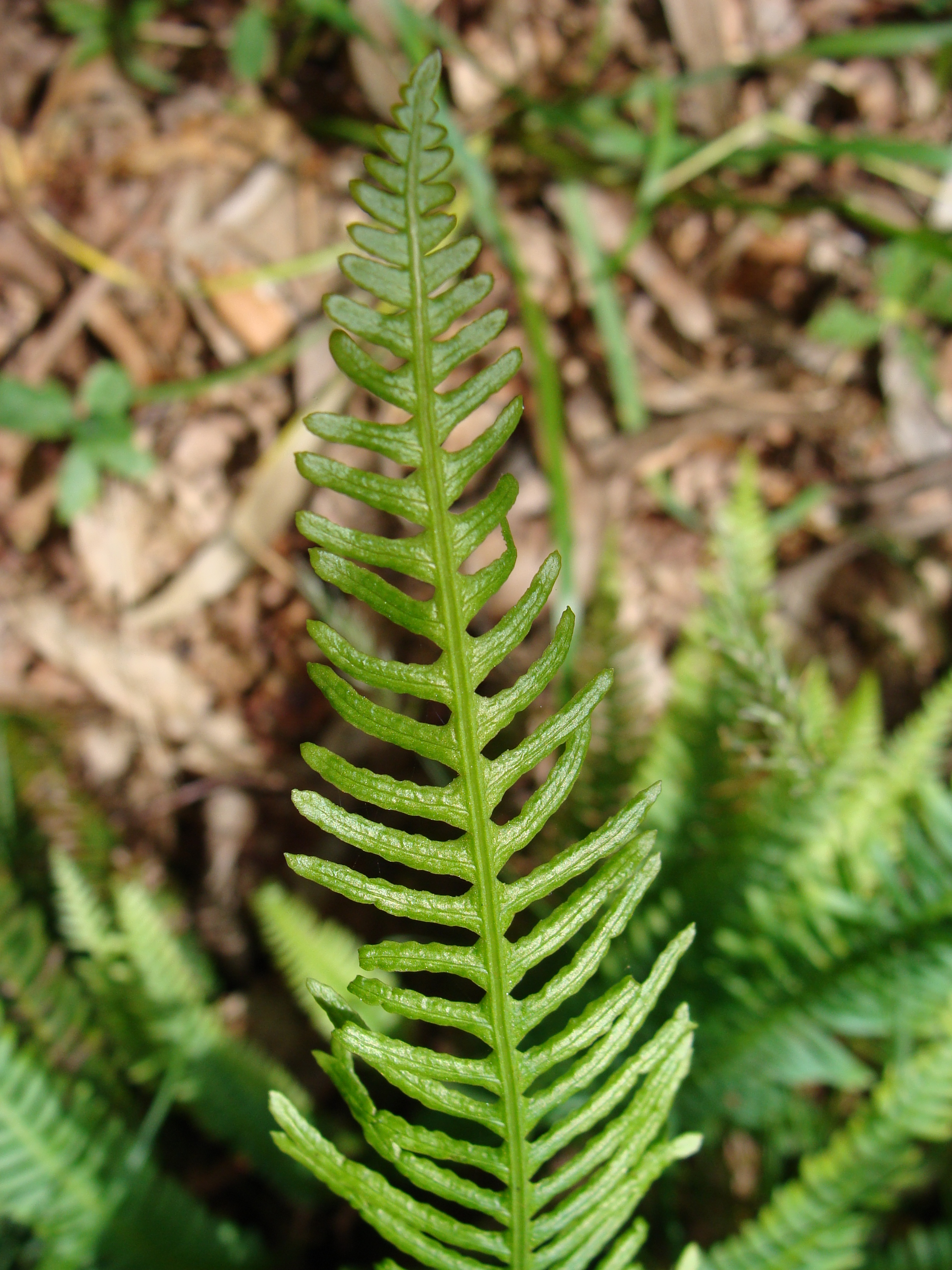
Woodwardia

## Fauna
Der dunkle und feuchte Wald ist ein ideales Habitat für Amphibien. 13 der 15 in Galicien vorkommenden Arten finden dort einen Lebensraum. Die Laubwälder bieten Lebensraum für den Feuersalamander, insbesondere seine Unterart Portugiesischer Feuersalamander (Salamandra salamendra galliaca). Auch Erdkröten findet man häufig. Iberische Wasserfrösche leben in den Bächen.
Dort trifft man auch auf Otter. Beutegreifer außerhalb der Gewässer sind Steinmarder, Ginsterkatze, Rotfuchs und Dachs. Sogar Wölfe sind in abgeschiedenen und höher gelegenen Teilen des Parks heimisch.
Häufiger zu sehende große pflanzenfressende Säugetiere sind Reh und Rothirsch.

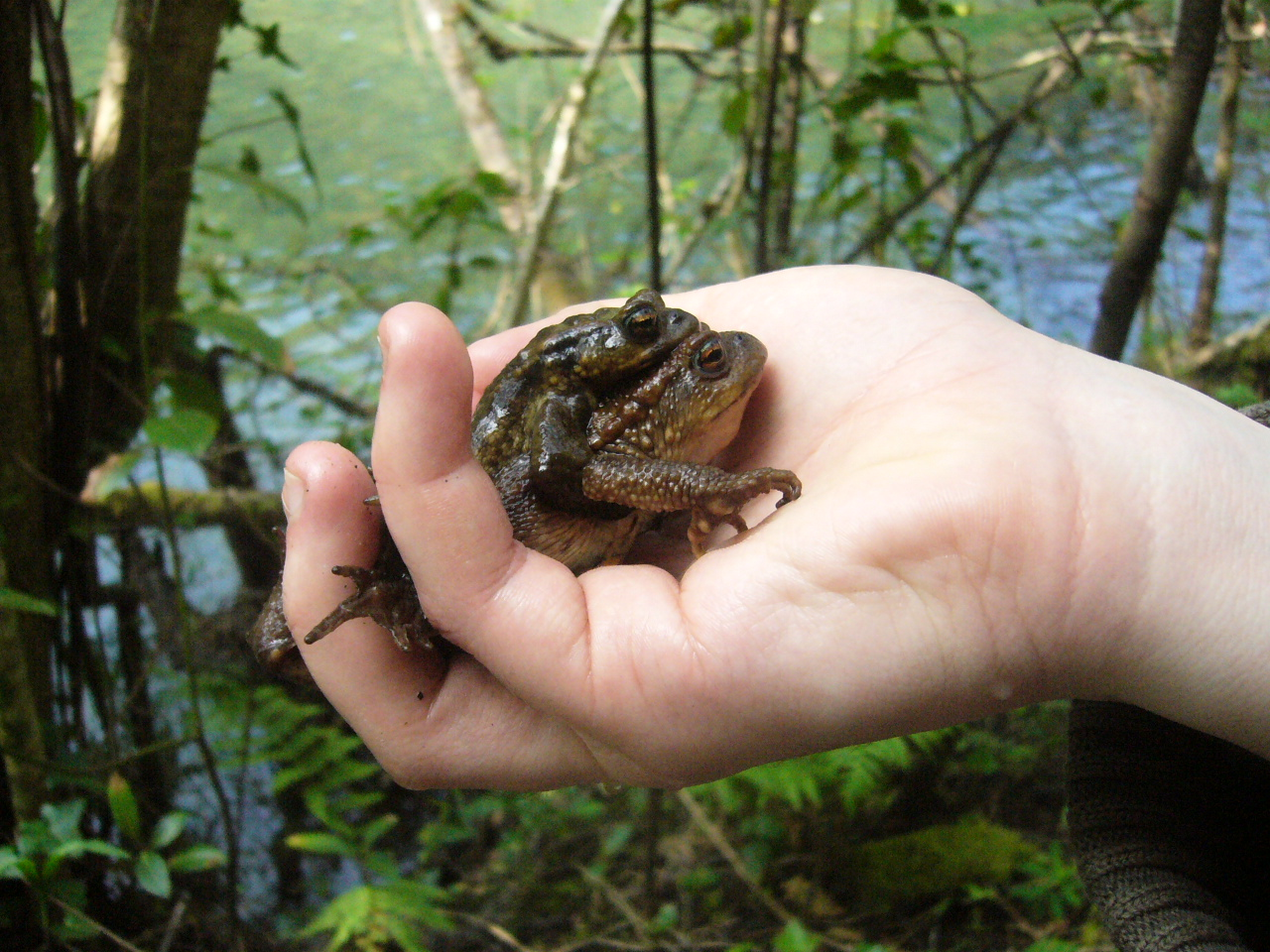
Erdkröte
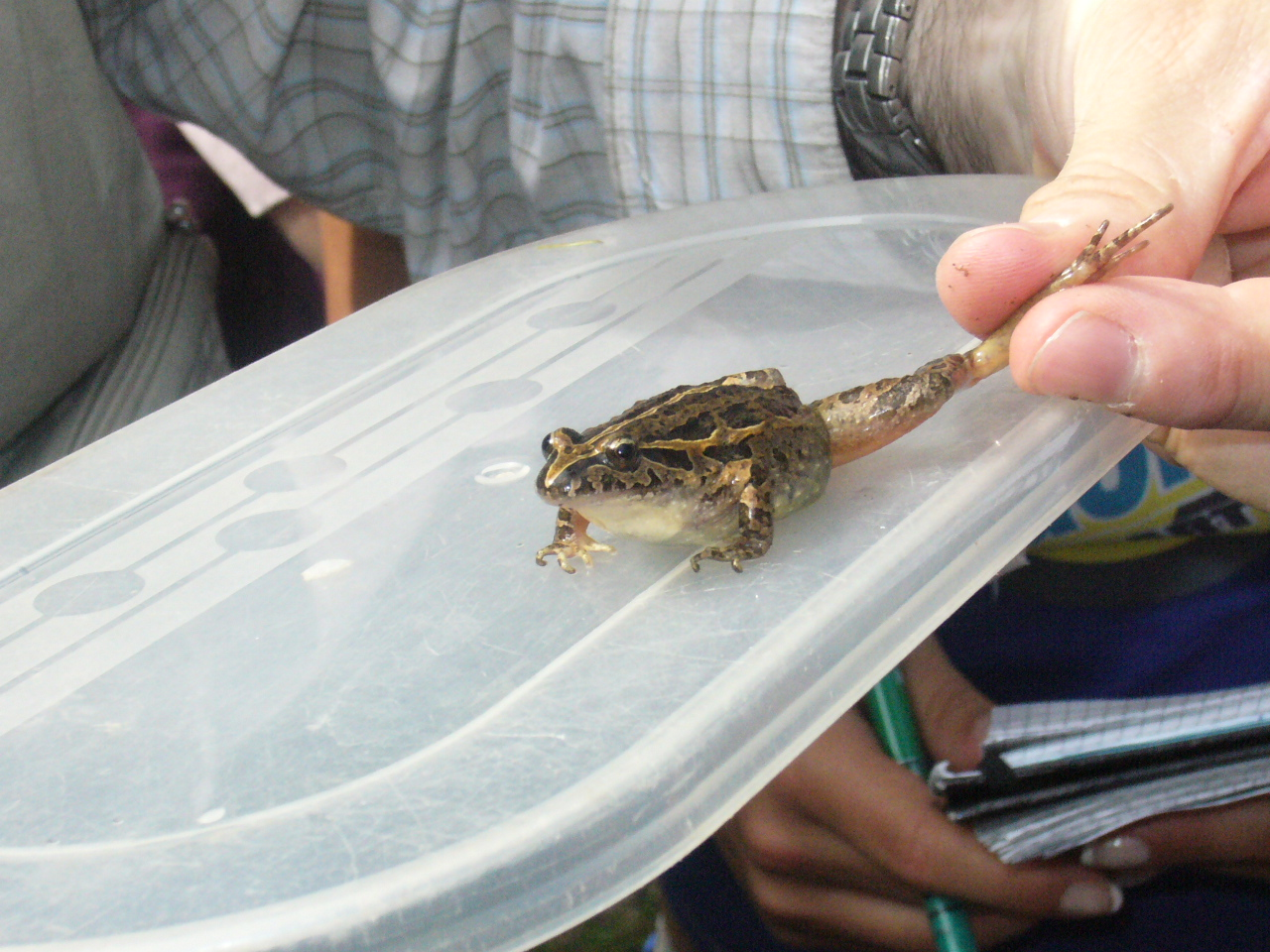
Iberischer Scheibenzüngler
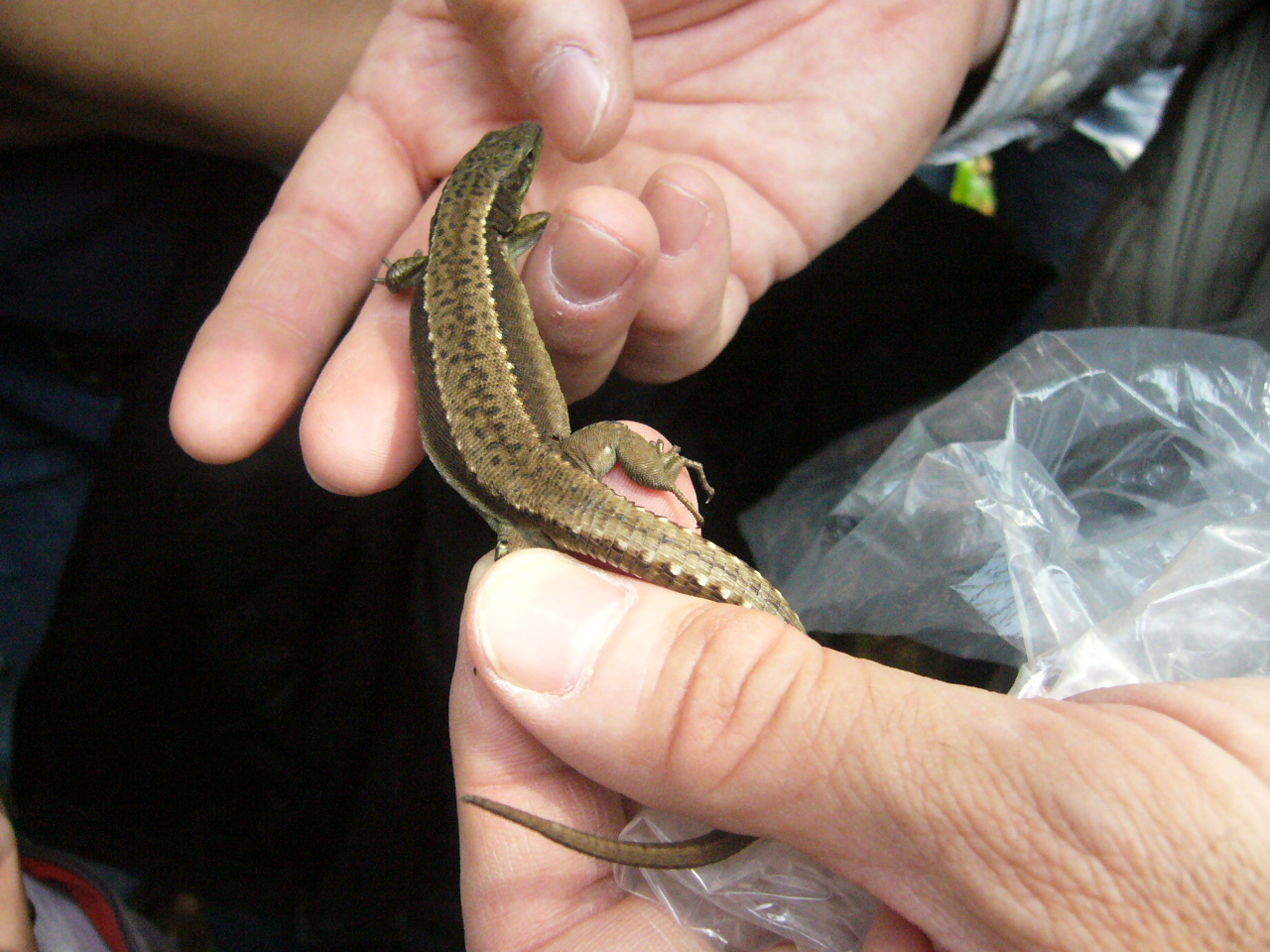
Iberische Gebirgseidechse
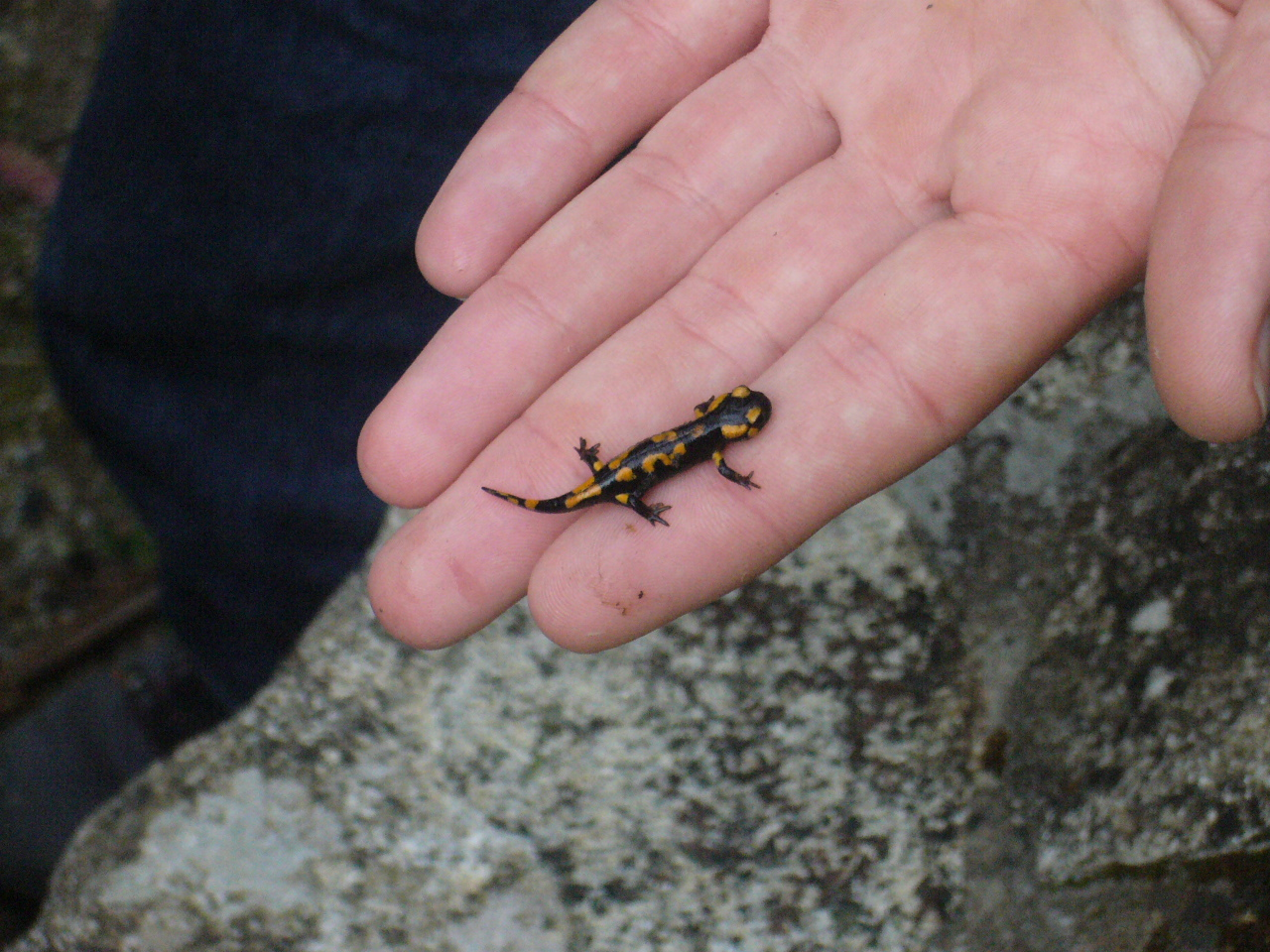
Feuersalamander

## Kulturdenkmäler
Im Park liegen zwei ehemalige Klöster, das im 10. Jahrhundert gegründete Mosteiro de San Xoán de Caaveiro und das Monasterio de Santa María de Monfero, im 12. Jahrhundert erbaut.

## Menschliche Aktivitäten
Außerhalb der streng geschützten Kernzone sind bestimmte Formen der Nutzung erlaubt. Beispielsweise wird Holzkohle auf traditionelle Weise in Meilern hergestellt.

## Baudenkmäler
Mittelalterliche Ruinen von Klöstern und steinerne Kruzifix-Skulpturen zeugen von der Anwesenheit des Menschen in der Vergangenheit.
Das Mosteiro de Caaveiro wurde 934 erbaut. Es bot den zahlreichen Einsiedlern in der Umgebung einen sicheren Unterschlupf. 1975 wurde es als Monumento histórico-artístico geschützt.
Die Ursprünge des Mosteiro de Monfero reichen ins 10. Jahrhundert zurück. In jener Zeit wurde unterhalb einer Kapelle, die Sankt Markus geweiht war, ein Kloster gegründet. Mit Ausnahme der Kirche befindet sich das Kloster in ruinösem Zustand. Die Parkverwaltung plant jedoch eine Restauration.